# Eunotus parvulus
Eunotus parvulus är en stekelart som beskrevs av Masi 1931. Eunotus parvulus ingår i släktet Eunotus och familjen puppglanssteklar. Arten är reproducerande i Sverige. Inga underarter finns listade i Catalogue of Life.